# نوزيو براندي
نوزيو براندي (بالإيطالية: Nunzio Brandi)‏ هو لاعب كرة قدم إيطالي في مركز الوسط، ولد في 10 مايو 2001 في نابولي في إيطاليا.

## وصلات خارجية
- نوزيو براندي على موقع قاعدة بيانات كرة القدم.إي يو (الإنجليزية)
- نوزيو براندي على موقع Soccerway.com (الإنجليزية)
- نوزيو براندي على موقع عالم كرة القدم.نت (الإنجليزية)